# 開拓臨時乘降場

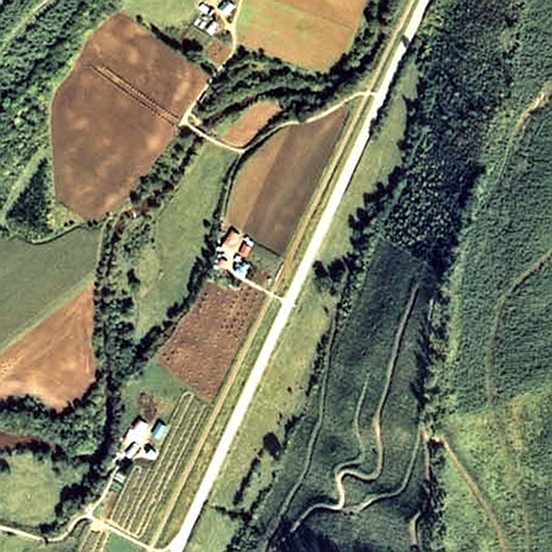
1977年的開拓臨時乘降場與方圓約500米範圍。下方為北見相生方向。

開拓臨時乘降場（日语：／ Kaitaku karijōkō-ba */?）是位於北海道網走郡津別町字布川，日本國有鐵道（國鐵）的相生線臨時乘降場（廢站）。隨著相生線廢線，臨時乘降場在1985年（昭和60年）4月1日廢除。

## 歷史
- 1956年（昭和31年）5月1日 - 日本國有鐵道相生線開拓臨時乘降場（局（日语：鉄道管理局）設定）啟用。
- 1985年（昭和60年）4月1日 - 相生線全線廢除，此站也廢除[1]。

## 車站構造
截至車站廢除前，車站是一座地面車站，設有1面1線的單式月台。

## 車站周邊
- 國道240號（日语：国道240号）
- 津別町巴士（舊：津別町營巴士）（日语：津別町営バス）「開拓」巴士站

## 現況
車站現時成為了牧場草地。

## 相鄰車站
日本國有鐵道
相生線 
本岐－大昭臨時乘降場－開拓臨時乘降場－布川

## 注腳
1. 1 2  . 鐵道迷 (交友社). 1995-08, 35 (8): 57 （日语）.